# Jean Claude Nicolas Forestier
 (juillet 2015).
Jean Claude Nicolas Forestier, né le 9 janvier 1861 à Aix-les-Bains et mort le 26 octobre 1930 à Paris à la suite d'une opération chirurgicale, est un urbaniste et paysagiste français, connu notamment pour l'urbanisation paysagère de la montagne de Montjuïc, à Barcelone. 
Sa carrière commence au service de la ville de Paris au début du XXe siècle dans la lignée du baron Haussmann et d'Adolphe Alphand et se poursuit au Maroc et en Espagne où il réalise une œuvre marquante. Il peut être considéré comme un urbaniste puisqu'en 1911 il fonde avec Henri Prost la Société française des architectes et urbanistes.

## Éléments biographiques
Le jeune Jean Claude Forestier entame ses études en 1880 à l'École polytechnique, puis à l'École libre des sciences politiques (ancêtre de Sciences-Po Paris), mais c'est surtout à l’École nationale forestière de Nancy (1883-1885) qu'il se forme à son futur métier. En effet, en 1885, il commence sa carrière en tant que garde général aux services des Eaux et Forêts d’Argelès (Hautes-Pyrénées), puis d'Annecy et Sallanches (Haute-Savoie). Recruté par Adolphe Alphand en personne en 1887, Forestier intègre le service autonome des promenades et plantations de la ville de Paris qu’il ne quittera qu’à sa retraite quarante ans plus tard. Influencé par le mode de développement des villes américaines et mûri par son expérience, il publie en 1906 son ouvrage principal, Grandes Villes et Systèmes de parcs. Sa vision novatrice et son attrait pour l'urbanisme vont lui permettre de se faire remarquer sur le plan international, surtout en Espagne et en Amérique latine, mais on fera aussi appel à lui dans l'élaboration des villes coloniales au Maroc. Ainsi en 1911, il est membre fondateur de Société française des architectes urbanistes. La même année, il crée le parc situé au Parque Ascension dans la ville de Badajoz (Espagne). De 1911 à 1929, il participe au projet du parc de María Luisa à Séville (Espagne) et ses extensions. En 1913, il est appelé au Maroc où il rédige un rapport dont les propositions sont intégrées dans les projets d'aménagements urbains des grandes villes marocaines. Il y dessine aussi les plans du Jardin d'essais botaniques de Rabat.
En 1923, Forestier met au point une nouvelle conception du système de parcs de Paris. En 1925, il est l'inspecteur général des jardins et promenades de Paris lors de l'exposition internationale des Arts décoratifs et industriels modernes. À partir de 1923 et jusqu'à 1930, il participe à des projets urbanistiques pour de grandes villes latino-américaines comme Buenos Aires (Argentine) et La Havane (Cuba). Il se distingue aussi en Espagne avec une participation couronnée par le Grand Prix de l'exposition de Barcelone en 1929. En reconnaissance de son œuvre et de son talent, il est fait en 1926 officier de la Légion d’honneur à Paris et commandeur du Mérite civil en Espagne.

## Théories de Forestier
« Je suis un vrai homme des villes. J’aime l’air libre et les jardins. »

— Jean Claude Nicolas Forestier, cité par Jean Giraudoux dans Pleins pouvoirs, 1939
Jean Claude Nicolas Forestier est un grand botaniste. Il a une connaissance horticole pointue (des espèces et de leurs utilisations) qui représente un des piliers de sa nouvelle conception des parcs urbains.
Forestier réalise sa carrière en tant qu’urbaniste-paysagiste. Il se distingue nettement par sa conception du projet urbain de l’entre-deux-guerres du mouvement moderne fédéré par Le Corbusier et le Congrès international d'architecture moderne (CIAM) qui mettent en avant les théories fonctionnalistes. Il a souvent été assimilé à un paysagiste « bourgeois et élitiste » qui défend les idées totalitaristes et empiristes de l’époque napoléonienne, du fait de son appartenance à la lignée de Haussmann-Alphand. Mais de ce courant, il ne conserve que la volonté d’embellissement par de grands projets à l’échelle de la ville. Son projet reprend plutôt les idées du parkway de Frederick Law Olmsted. Il souhaite créer un système de parcs, qui apparaît comme une promenade urbaine où chaque espace naturel vient jouer un rôle de halte pour un promeneur. Cette approche, favorisant la marche, s’inspire des théories hygiénistes : la santé par une activité physique en plein air. C’est une approche qui nécessite aussi une opération à grande échelle pour un projet démocratique, démocratie qui est pourtant réticente à ce type de projet.
En découvrant au Maroc les jardins ibérico-mauresques traditionnels Forestier va entrer en contact avec une conception totalement opposée de jardins clos et habités, intimes avec l'univers botanique sensuel du climat de l'oranger. Il en fait une théorie et poursuit sa recherche en Andalousie, terre où ces jardins connurent leur apogée médiéval.
Forestier fait entrer le jardin comme élément à part entière d’un projet urbain, comme le jardin andalou est en continuité avec l'habitation. Le jardin est le lieu de vie, du repos, de la méditation. Il va même jusqu’à affirmer que « Le plan de ville est insuffisant s’il n’est pas complété par un programme d’ensemble et un plan spécial des espaces libres intérieurs et extérieurs, pour le présent et pour l’avenir, - par un système de parcs ».
Forestier développe une méthodologie. Tout d’abord il faut réaliser un inventaire à grande échelle des espaces libres et des potentialités. Puis il étudie les archives pour comprendre les intentions initiales des concepteurs, les divergences et leurs raisons. Puis Forestier calcule les besoins en fonction du nombre d’habitants : « Il y a non seulement à calculer quelle doit être la surface moyenne d’espaces libres à prévoir pour une population déterminée, il faut aussi se préoccuper de leur plus efficace distribution et de leur uniforme répartition ». Enfin il confronte les éléments historiques, les contraintes et potentiels actuels et les besoins à venir pour établir son projet.
Il organise les espaces libres selon un classement comportant sept éléments qui sont hiérarchisés ainsi :
- les grandes réserves et les paysages,
- les parcs suburbains,
- les grands parcs urbains,
- les petits parcs, les jardins de quartier,
- les terrains de récréation,
- les jardins d’enfant,
- les avenues-promenades.

Forestier est un visionnaire à plus d’un titre. Il sensibilise le projet urbain aux questions d’environnement et au respect du site (topographie, réseau hydrologique…). Il développe un schéma global à l’échelle de la ville et propose même un projet inter-départemental. De plus il tire parti des progrès de la botanique pour incorporer de nouvelles variétés aux parcs. Il a une connaissance des jardins tempérés et du climat de transition sud méditerranéen et de leur histoire. Il s’inspire des autres arts (notamment de Monet) pour intégrer l’évolution de la notion de paysage, afin d’articuler mémoire et modernité.

« Forestier est un moderne mesuré qui revisite la tradition savante et archaïque »

— Jean-Pierre Le Dantec, in Le Sauvage et le régulier : art des jardins et paysagisme en France au XXe siècle

## Mise en œuvre de ses théories
Au début du XXe siècle Paris est en retard. En 1903, elle compte plus de 1 350 habitants par hectare de parcs, ne figurant qu’à la 16e place du classement des grandes villes du monde. Le Forestier y réalise de remarquables jardins, dont la roseraie de Bagatelle, mais ne parvient pas a accéder à un poste de responsabilité d'ensemble.
C’est à l’étranger que Forestier trouve des occasions pour développer ses théories. En 1913, Forestier est appelé par le général Lyautey, gouverneur du Maroc, qui s’intéresse à l’urbanisme et à l’aménagement prospectif des médinas marocaines. Il est intéressé par les idées de Forestier dans « Grandes villes et système de parcs » publié cinq ans auparavant. Forestier a l’occasion de planifier un véritable programme urbain disposant d’un plan spécial des espaces libres sur l’ensemble d’une ville. Il fonde son projet sur la création de réserves foncières, la protection de l’existant, le paysage et le jardin.
Il développe en parallèle une panoplie d’instruments législatifs. La création de ces outils de contrôle, inexistants au Maroc et indispensables pour que les citoyens respectent le plan d’aménagement, est rendue possible grâce à une politique autoritaire imposée par Lyautey et mise en pratique par Henri Prost. Au Maroc, Forestier dessine le plan du jardin du Sultan, à Casablanca (1916). Il a essentiellement établi les fondements d’une nouvelle pratique de l’urbanisme dans un contexte particulier, puis mise en œuvre par ses successeurs.
Il acquiert une compréhension du jardin méditerranéen (contraintes climatiques, rôle de l'hydraulique, esthétique géométrique simple) qui le conduit a réaliser de superbes jardins en Catalogne et en Andalousie, dans ses croquis du Généralife il analyse la rigueur géométrique avec une esthétique qui préfigure les développements des jardins de la Riviera.
Dix ans plus tard, il a de nouveau l’occasion d’établir un plan d’ensemble à Buenos Aires en Argentine où il est invité par le maire Carlos Noël. Cette fois-ci, il travaille dans une tradition porteña par un siècle d’expertise française. Il crée là aussi un système de parcs dont l’élément majeur est l'Avenida Costañera le long de la côte.

## Principales réalisations
- 1890 : première piste cycliste au Bois de Vincennes.
- 1896 : aménagement de l’avenue de Breteuil à Paris[7].
- 1904 : remise en état du Champ de Mars et campagne pour le rachat du parc de Bagatelle.
- 1912 : Forestier dessine les jardins de la Casa del Rey Moro à Ronda en Andalousie
- 1913 : avant-projet pour des aménagements urbains à Marrakech au Maroc.
- 1914 : inauguration du Parc de María Luisa à Séville en Espagne.
- 1915 : réalisation de plusieurs jardins en Espagne : Barcelone, Moratella…
- 1916 : conception du plan d'aménagement du jardin d'essais de Rabat[8]
- 1923 : projet de système de parcs pour Paris.
- 1924 : mémoire sur l’avenue côtière de Buenos Aires en Argentine.
- 1924-1925: Sous la direction de l'architecte-décorateur Louis Süe (1875-1968), il participe à la décoration de la Villa de Jane Renouardt au 2 rue de Buzenval à Saint-Cloud, en compagnie du peintre André Mare et de la Compagnie des Arts français.
- 1928-1930: avec l'architecte-décorateur Louis Süe, il participe à l'élaboration du Château de Sept-Saulx, inscrit MH.
- 1927-1929 : création du jardin Stern à Saint-Cloud, inscrit au titre des monuments historiques[9].
- 1929 : Avenida Costañera à Buenos Aires.
- 1929 : extension du parc Maria Luisa à Séville.

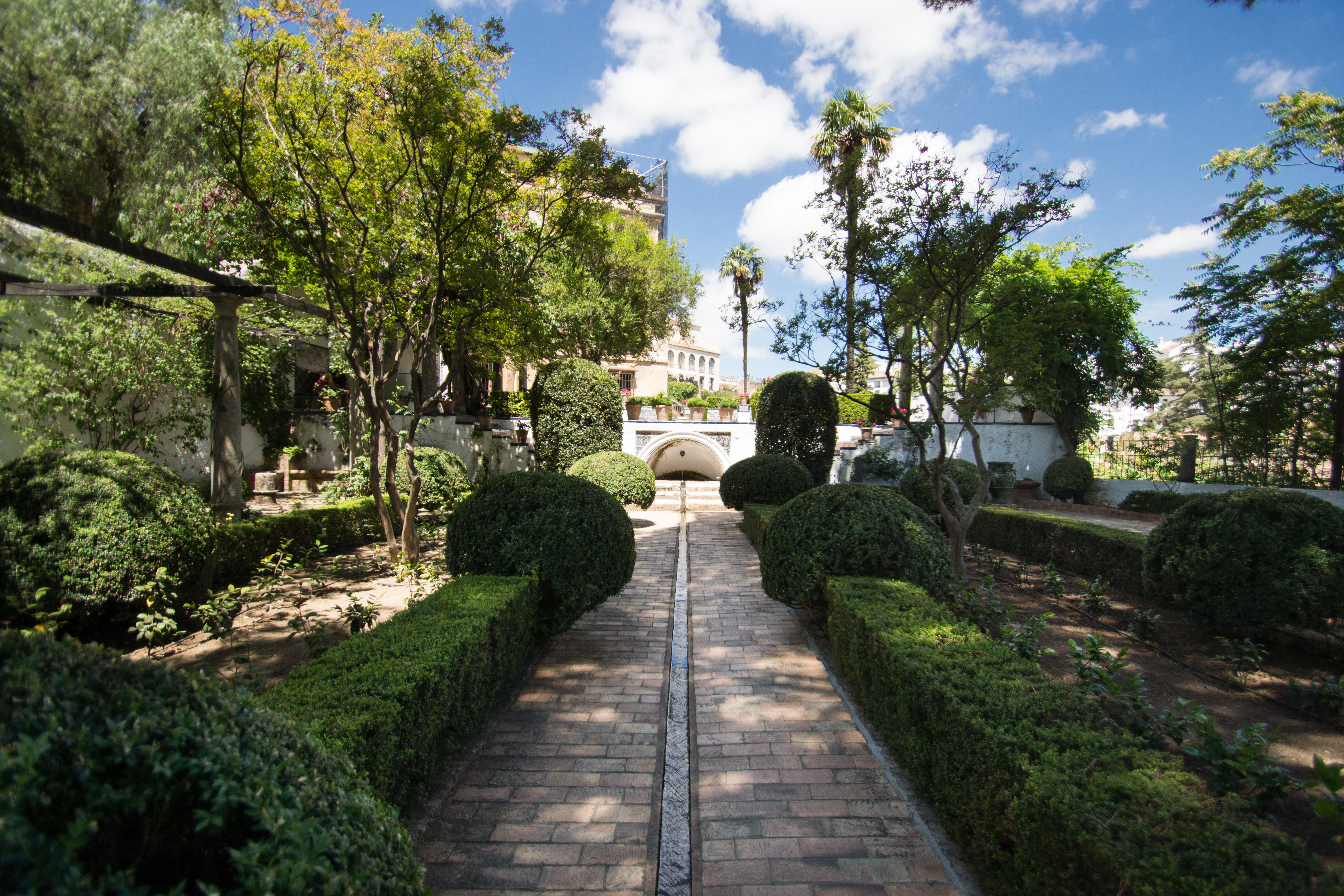
Jardins de la Casa del Rey Moro.
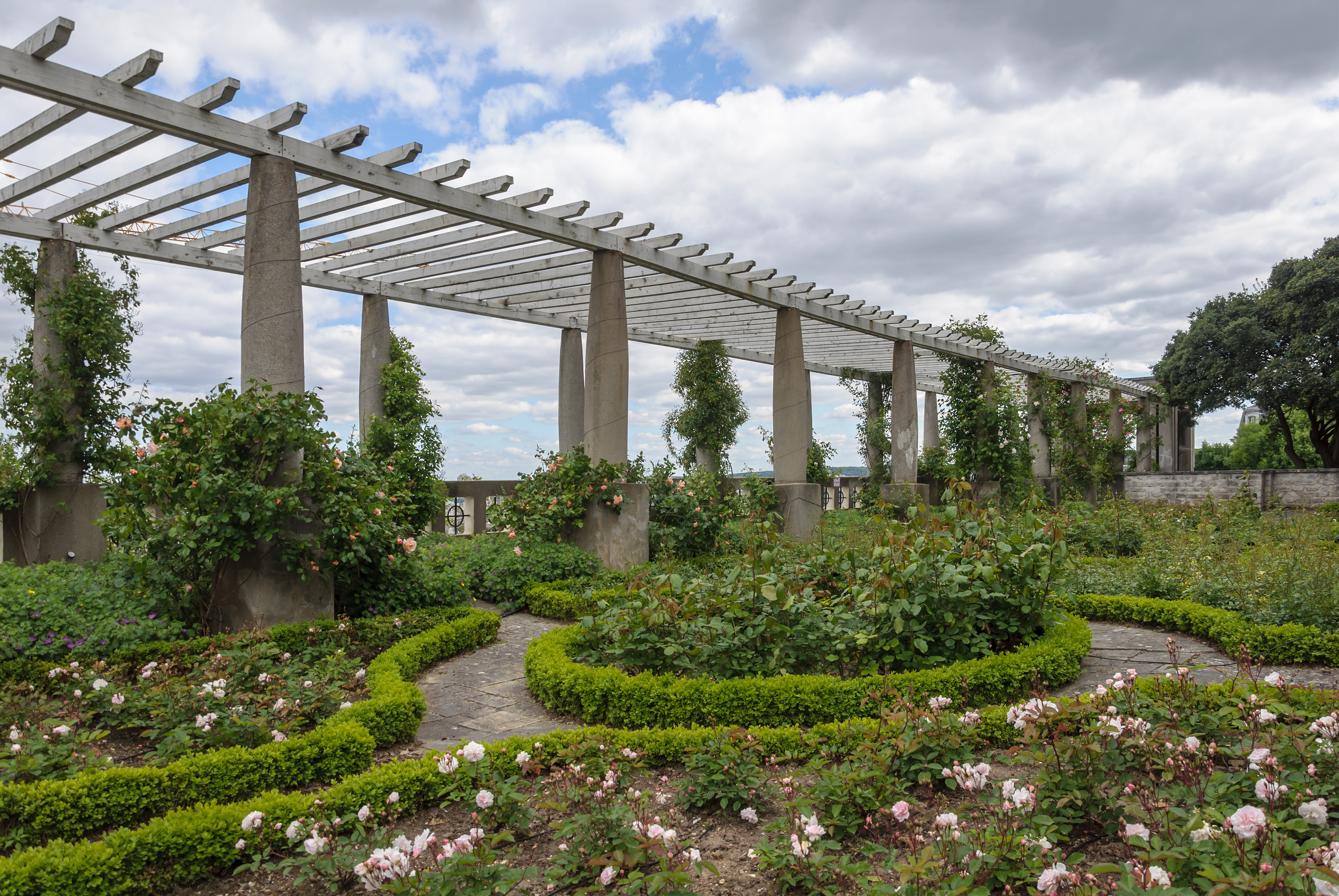
Jardin Stern à Saint-Cloud.

## Publications et éditions
- Jean Claude Nicolas Forestier, Grandes villes et systèmes de parcs, Paris, Hachette, 1908, 50 p.
- Jean Claude Nicolas Forestier (réédition présentée et commentée par B. Leclerc et S. Tarrago), Grandes villes et systèmes de parcs, Paris, Norma, 1997, 383 p.
- Jean Claude Nicolas Forestier, Jardins, carnet de plans et de croquis, Paris, Éditions Picard, 1994

## Hommages publics
- Jardin Jean-Claude-Nicolas-Forestier, à Paris, dans le 13e arrondissement.
- Hommage à Barcelone, dans le parc de Montjuïc[10].